# Vukan Nemanjić
Vukan Nemanjić (srbsko Вукан Немањић/Vukan Nemanjić) je bil od leta 1202 do 1204 veliki knez Kneževine Srbije in od leta 1195 do svoje smrti veliki knez (naslovni kralj) Pomorja, * pred 1165, † po 1207.
Bil je najstarejši od treh sinov Štefana Nemanje, vendar je oče za svojega naslednika izbral njegovega najmlajšega brata Štefana Prvovenčanega. Po očetovi smrti je Vukan takoj začel rovariti proti bratu. S pomočjo ogrskega kralja Emerika je izvedel  državni udar in na silo zasedel prestol. Dve leti kasneje so ga na silo odstavili. S posredovanjem tretjega brata Rastka, ki je kasneje postal Sveti Sava, je zatem nekaznovan vladal v svoji apanaži Zeti.

## Življenje
Vukan je bil najstarejši sin srbskega velikega kneza Štefana Nemanje (vladal 1166-1196) in njegove žene Anastazije. Imel je brata Štefana in Rastka in dve sestri.
Njegov oče je po smrti cesarja Manuela I. Komnena (1180) izboril neodvisnost Srbije od Bizantinskega cesarstva iz zatem osvojil tradicionalne srbske fevde Dukljo, Travunijo in Hum ob jadranski obali. Oče je okrog leta 1190 Vukanu kot svojemu možnemu nasledniku kot apanažo podelil osvojene  fevde, vključno s Hvosnom in Toplico, in mu podelil naslov velikega kneza.
Vukan se napisu iz leta 1195  v cerkvi sv. Luke v Kotorju  naslavlja kot kralj Duklje, Dalmacije, Travunije, Toplice in Hvosna.
Četudi je bil Vukan najstarejši sin Štefana Nemanje, je oče za svojega naslednika na srbskem prestolu izbral mlajšega sina Štefana, najverjetneje zato, ker je bil poročen z bizantinsko princeso Evdokijo, hčerko kasnejšega cesarja Alekseja III. Angela.  Vukan z izbiro ni bil zadovoljen, zato se je leta 1195 leta 1195 razglasil za kralja Duklje, verjetno zaradi sorodstvenih vezi s staro dukljansko kraljevo družino, ki jo je Štefan Nemanja odstavil.  Vukan je kljub temu priznaval očetovo oblast. Štefan Nemanja je leta 1196 na Državnem zboru odstopil v korist sina Štefana in Vukan je brata priznal  za novega vladarja Srbije. Oče se je po odstopu umaknil v samostan Hilandar na sveti gori Atos. 
Vukan se do očetove smrti ni upiral bratovi oblasti, po njegovi smrti leta 1200  pa je začel rovariti proti bratu in poskušal priti na srbski prestol. Zaveznika je našel v ogrskem kralju Emeriku (vladal 1196-1204), ki se je takrat vojskoval z Drugim bolgarskim cesarstvom in je potreboval srbsko pomoč. Vukan je s pomočjo ogrske vojske leta 1202 odstavil svojega brata, ki je nato pobegnil v Bolgarijo, in sam prevzel oblast. Na napisu iz leta 1202-1203 se naslavlja kot Veliki knez Vukan, vladar vseh srbskih dežel, Zete, jadranskih mest in Nišave.
V zameno za ogrsko pomoč je postal ogrski vazal in obljubil, da bo svoje podložnike spreobrnil iz pravoslavja v katolicizem, če mu bo papež podelil kraljevski naslov. Vukan se je kot ogrski vazal kmalu zapletel v njihov konflikt z Bolgarijo, zato so Bolgari leta 1203 napadli Srbijo in osvojili njen vzhodni del, vključno z Nišem. Bolgarskemu napadu je sledil kaos, v katerem je odstavljeni Stefan izkoristil tudi Vukanovo simpatiziranje s katolištvom. Leta 1204 je osvojil Srbijo in Vukana odstavil.  Vukanu so s posredovanjem tretjega brata, nadškofa Save, prizanesli in ga poslali na njegove apanaže v Zeto (Dukljo), kjer je obdržal naslov kralja. Zadnjič je omenjen leta 1207. Domneva se, da je kmalu zatem umrl, ker se kot kralj že leta 1208 omenja njegov sin Jurij.

## Družina
Vukan je imel z ženo, katere ime ni znano, štiri sinove:
- Jurija, ki je leta 1208 privzel kraljevi naslov, čeprav je bil samo knez,
- Štefana, ki je leta 1252 ustanovil samostan Morača,
- Dimitrija, bolj znanega po meniškem imenu David, ki je ustanovil samostan Davidovica,[4]  in
- Mladena.[5]

## Vira
- Fine, John Van Antwerp (1994). The Late Medieval Balkans: A Critical Survey from the Late Twelfth Century to the Ottoman Conquest. University of Michigan Press. ISBN 978-0-472-08260-5.
- Ćorović, Vladimir (1941). Istorija srpskog naroda. Proјekat Rastko: Biblioteka srpske kulture.

| Vukan Dinastija Nemanjić Rojen: pred 1165 Umrl: po 1207 |                                                       |                                           |
| Vladarski nazivi                                        |                                                       |                                           |
| Predhodnik: Štefan Nemanja                              | Veliki knez Srbije 1202 - 1204                        | Naslednik: Štefan Prvokronani             |
| Predhodnik: Mihael III. Dukljanski kot knez Duklje      | Veliki knez Pomorja, Toplice in Hvosna 1190 - po 1207 | Naslednik: Jurij Nemanjić kot knez Duklje |
| Predhodnik: Miroslav Humski kot veliki knez Huma        | Veliki knez Pomorja, Toplice in Hvosna 1190 - po 1207 | Naslednik: Jurij Nemanjić kot knez Duklje |